# 中嶋一貴
中嶋 一貴（なかじま かずき、1985年1月11日 - ）は、日本のレーシングドライバー、トヨタ・ガズー・レーシング・ヨーロッパ（TGR-E）の副会長。愛知県岡崎市出身。
父は元F1ドライバーの中嶋悟、弟は元レーシングドライバーの中嶋大祐。

## プロフィール
- 身長：175cm
- 体重：60kg
- 血液型：RH+ A型
- 学歴：愛知教育大学附属岡崎小学校、愛知教育大学附属岡崎中学校卒業[2]。星城高等学校卒業。南山大学中退。
- 好きなプロ野球チーム：読売巨人軍
- 好きなサッカークラブ：川崎フロンターレ
- 愛車：レクサス・CT200h F SPORT トヨタ・C-HR レクサス・GS

## 初期の経歴

### ジュニアフォーミュラ
父のレースを幼少時から見て育ち、1997年にカートレースにデビュー。1999年には鈴鹿選手権シリーズICAクラスでシリーズチャンピオンとなる。その後、父親の七光りという評判が付くことを嫌い、ホンダ系ドライバーであった父親とは違い、トヨタが運営するフォーミュラトヨタレーシングスクール(FTRS)を2002年に受講し、スカラシップを獲得した。2003年は、そのスカラシップでエントリーしたフォーミュラ・トヨタにて、シリーズチャンピオンに輝いた。

### F3/SUPER GT/スーパー耐久
2004年は全日本F3選手権にステップアップし、いきなり開幕ラウンドで2連勝し、父中嶋悟のDNAを受け継ぐ者として周囲に印象付けた。しかしその後は苦戦し、シリーズ5位に終わる。2005年も引き続き全日本F3に参戦しシリーズ2位となる。この年はマカオグランプリに挑戦するも6位に終わる。かねてから指摘されている、父と同じく予選での速さの不足及び不慣れなサーキットの攻略の遅さが表面化した形となった。また、2005年はSUPER GT・GT300クラスにフル参戦し、スーパー耐久・ST-5クラスにも第3戦と第5戦にスポット参戦した。SUPER GTではスポーツランドSUGOで行われたシリーズ第4戦でクラス初優勝を果たし、スーパー耐久では第5戦富士スピードウェイでパートナーの黒澤琢弥と共に優勝を飾った。
2006年は平手晃平とともに、F3ユーロシリーズへトヨタ・ヤングドライバーズ・プログラム（TDP）から参戦した（所属はManor Motosport、マシンはダラーラF305 メルセデス）。第2ラウンド・ユーロスピードウェイで行われた第4戦において優勝するも、シーズンを通しては成績が伸び悩みシリーズ7位に終った。決勝ではレースをうまくまとめており、課題はやはり予選の速さである。なお、引き続きマカオグランプリにも参加し、予選7位・決勝リタイヤに終わる。

### GP2
2007年シーズンはTDPドライバーとしてDAMSからGP2に参戦した。初戦となったバーレーンから第2戦スペイン・レース1まで3レース連続で1ポイントを獲得。第5戦イギリス・レース1で3位となり初表彰台。第7戦ハンガリー・レース1ではシーズン最上位の2位に入り、5戦連続表彰台。最終戦バレンシアではP.P.を獲得（決勝レース1は3位・レース2は7位）したが、レース1のチェッカーを受ける直前に前を走っていた車に接触し、フロントウィングを失った。最終的にシーズン44ポイントでシリーズ5位となりルーキー・オブ・ザ・イヤーを獲得した。

## F1での経歴

### 2007年
2006年11月8日にウィリアムズより「2007年シーズンのテストドライバー契約を中嶋との間で締結した」との発表があり、2006年11月16日に富士スピードウェイで開催された「トヨタ・モータースポーツ・フェスティバル 2006」において、ウィリアムズのF1カーであるウィリアムズ・FW28を初ドライブした。
2007年シーズンは、GP2を戦いながらウィリアムズチームの第3ドライバーを兼務した。これはTDPの「参加ドライバー」として、初めてF1チームとの契約ドライバーになることであった。このことについては「2007年からウィリアムズのエンジンサプライヤーとなったトヨタの推薦を元に、チームオーナーであるフランク・ウィリアムズが自ら面接を行い決断したものである」と共同オーナー兼エンジニアリングディレクターであるパトリック・ヘッドが明かしている。ドライバーとしての能力は当然として、英語が堪能であることも契約に至る判断材料になったものとされる。
F1の開催がGP2と重ならないレースでは、第3ドライバーとして金曜フリー走行に出走しているが、F1とGP2が併催されるレースではリザーブドライバーとして登録されている。なお、ハンガリーGPではそれまで通りウィリアムズのリザーブドライバーとしての登録と同時に、トヨタのリザーブドライバーとしても重複エントリーされた。これは本来のトヨタのリザーブドライバーであるフランク・モンタニーがトレーニング中の怪我のため、サーキットに来られなかったことによる珍事であった。

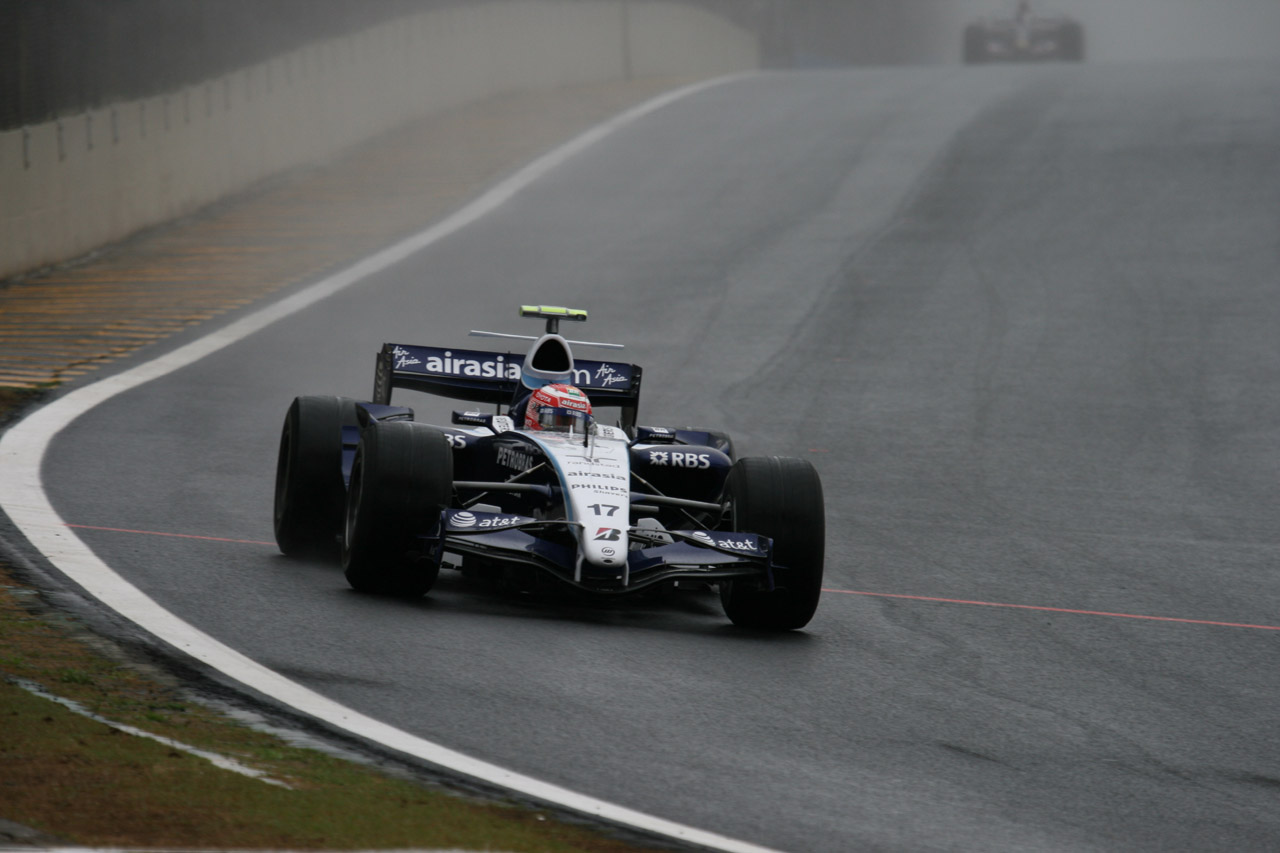
デビュー戦ブラジルGPフリー走行にて

GP2閉幕後の中国GPではシーズンで5度目となる第3ドライバーを務めていたが、アレクサンダー・ヴルツが中国GP限りでの引退を発表したことにより、最終戦ブラジルGPでF1デビューが決定、日本人としては17人目のF1ドライバーが誕生した。また、アジア人では初めての親子2代のF1ドライバーである。このドライバー選考については、GP2最終戦のバレンシアの予選において、ポール・ポジションを獲得したことや、中国GPのフリー走行で9番手タイムを叩き出したことが大きく影響したと考えられており、「ブラジルGPの結果は、2008年シーズンのウィリアムズチームにおけるドライバー選考に大きな判断材料にはならない」と、フランク・ウィリアムズ代表は記者会見で表明した。また、ディレクターのパトリック・ヘッドはエンジンサプライヤーであるトヨタの支援が明確に影響した事を後日認めた（この事との関連は不明だが、中嶋のレーシングスーツの胸の部分にはトヨタの赤いロゴがあるが、ロズベルグの胸にはない）。
F1デビュー戦となった2007年ブラジルGPでは、予選においてはタイヤを上手く使いきれず19位に終わった。決勝では、31周目、1回目のピットイン時に、ブレーキングのミスによって停止位置をオーバーランし自らのチームのピットクルーに接触して脚を負傷させるという失態を犯した。また、63周目には第1コーナーで9位走行中のデビッド・クルサードをアウト側からオーバーテイクしたが、クルサードの進路を塞ぐという問題のあるライン取りであったため、クルサード車に接触しスピンさせるなど、未熟さが露呈したレースだった。10位で完走し、シリーズ22位の結果を残した。また、レース中のファステストラップは5番手のタイムで、チームメイトのニコ・ロズベルグを0.043秒上回った（ロズベルグはファステストラップ7位、決勝順位4位だった）。

### 2008年

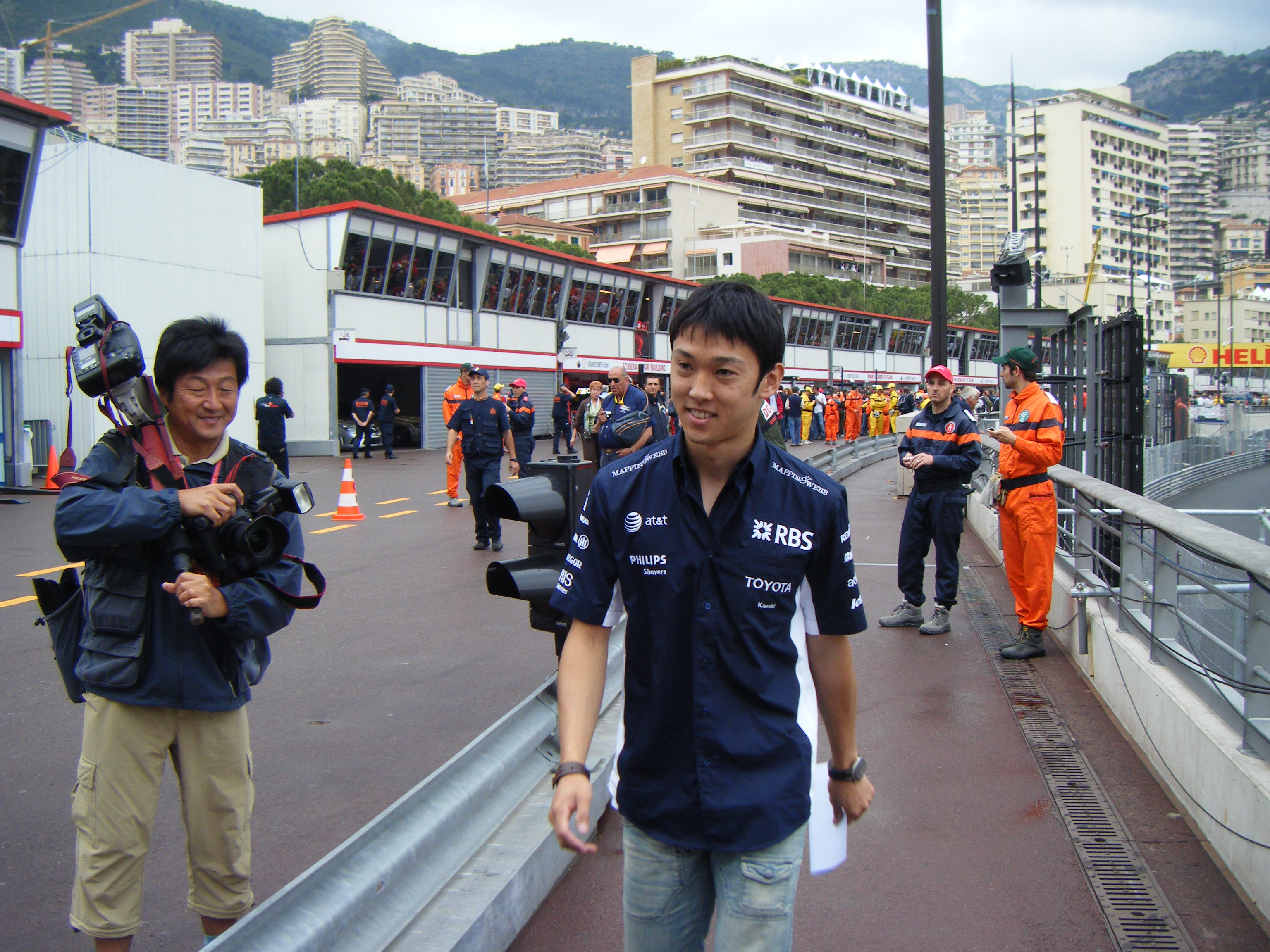
2008年モナコにて

2008年シーズンはウィリアムズとレギュラードライバー契約し、日本人8人目のフルタイムドライバーとして参戦することが決まった。一方でクルサードをはじめ、F1ドライバーとして参戦するのは時期尚早ではないかとする意見もあった。
しかしこの評判を跳ね除けるかのように、第1戦のオーストラリアGPは7位で完走した。さらに6位フィニッシュのルーベンス・バリチェロの失格(ピットアウト時の赤信号無視)により繰り上がり、6位に入賞した(チェッカーフラッグを受けたドライバー中の最下位)。またこのレースでは、セーフティカー走行中の48周目に第15コーナーでBMWザウバーのロバート・クビサに追突し自身がフロントウィングを失うとともに、クビサをリタイヤに追い込んだ。この行為により、第2戦マレーシアGPでは10グリッド降格の処分を受けた。予選は14位（ティモ・グロックの降格により13番手スタート）、レース中のファステストラップは14番手だった。
第4戦スペインGPではここまでの自己最高位の予選12位で通過し、初めてチームメイトのロズベルグを上回った。また決勝レースでも初めてトップと同一周回で完走し、7位2ポイントを獲得した。

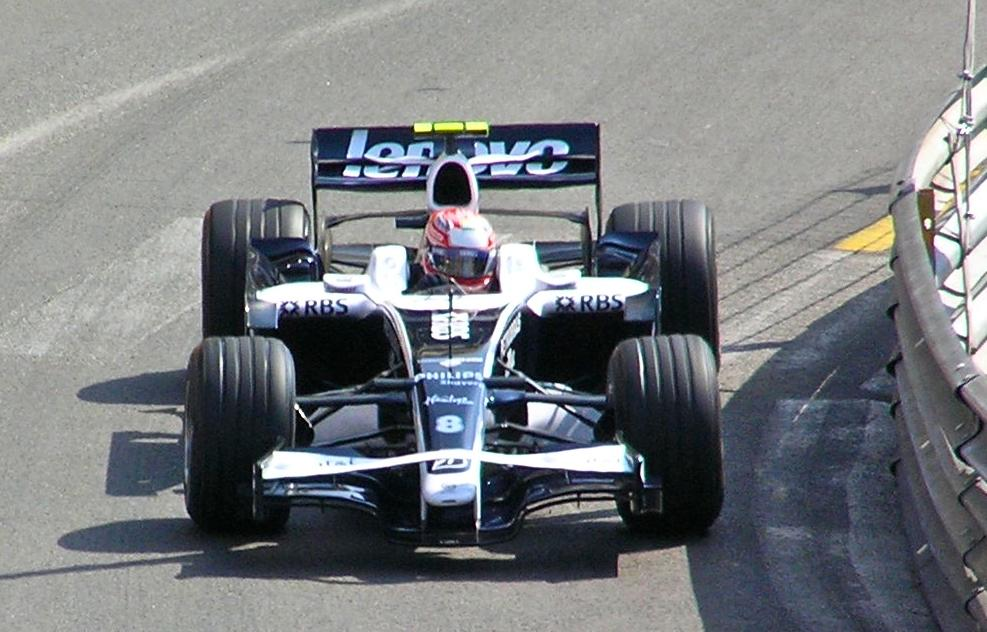
2008年モナコGP

第6戦モナコGPでは、序盤は雨という荒れたレースであったが、安定したドライビングで最後まで走りきり7位フィニッシュ、モナコGPにおける日本人ドライバー初のポイントを獲得した。
第15戦シンガポールGPでは、未知のナイトレースで予選で自身初となるQ3に進出し、予選10番グリッドを獲得する。決勝では序盤に順位を落としたものの、最後は8位入賞を果たし1ポイントを獲得する。
初の母国GPとなった第16戦日本GPでは、フリー走行では好調な結果だったものの、Q3進出はならず、予選14番グリッドを獲得する。決勝では1周目でクルサードに追突し、フロントウイングを破損しピットイン。完走はしたものの、最下位の15位フィニッシュ。
フル参戦初年度でクラッシュなども目立ったほか、予選で一発の速さを見せられないなどの課題もあったが、チームメイトのロズベルグを度々上回り、9ポイントを獲得し翌年のシートを得た。

### 2009年
2009年シーズンも引き続きウィリアムズのレースドライバーとして参戦。第1戦のオーストラリアGPでは、スタートの混乱をうまく避けて一時は4位を走行していた。しかし、単独でクラッシュし、リタイアした。
第7戦トルコGPでは終盤まで入賞圏内を走り、このまま行けば2ポイント確実と言われた状況で、最後のタイヤ交換にピットクルーが手間取ったため時間がかかるというまさかのトラブルで12位に終わってしまった。
第8戦イギリスGPの予選では、自己ベストの5位を獲得した。決勝ではスタートで4位に上がったものの、軽い燃料搭載量であったため他のドライバーより早い1回目のピットストップで、なおかつまたピットクルーがタイヤ交換に手間取ったため順位を落とした。また、予選ですべてのソフトタイヤを使ったため決勝に新品のソフトタイヤが余っておらず、ハード-ハード-ソフトのタイヤチョイスとなり気温の低いイギリスでハードでのタイムが伸びず、11位でレースを終えた。
第16戦ブラジルGPでは、ティモ・グロックの代役としてF1デビューを果たした小林可夢偉にスタート後の3コーナーでオーバーテイクされ抑え込まれた。皮肉にも同じコーナーにて、第2スティントでピットアウト直後の小林から接触されてレースを終えた。その後もポイント圏内に入る事が出来ず、今年度はノーポイントだった。そしてウィリアムズとの契約更新も出来ず今年度をもってチームから放出された。
2008年シーズンでの課題である予選での速さの改善が見られた。しかし、決勝レースでは、ピットクルーの度重なるトラブルや自身のクラッシュなど、うまくかみ合わないままシーズン最高位が9位になり、ノーポイントでシーズンを終えた。なお、名門チームであるウィリアムズでフルシーズン参戦でノーポイントだったのは長い歴史の中で1999年シーズンのアレッサンドロ・ザナルディと2019年シーズンのジョージ・ラッセルと2020シーズンのニコラス・ラティフィと中嶋のみである。ただしこの点は、中嶋がF1を去った翌年に入賞が10位までに拡大されていることも考慮に入れる必要がある。
「2009年は手応えはあったが、自分のミスや展開で結果を残せなかった。いろいろと試しても上手くいかず、「こんなこともあるのか？」と言うほど厳しかったが、逆に鍛えられた部分もある」と語った。

### 2010年
ウィリアムズを離脱し、移籍チームの発表がないまま2010年を迎えたが、同年2月には旧トヨタF1の施設やスタッフを受け継ぐ形で同年からのF1参戦を目指しているチームである、セルビアのステファンGPが既に契約済みであることが明るみに出た。ステファンGPのF1参戦が実現すればF1参戦できるはずだったが、3月3日に発表された2010年F1エントリーリストにステファンGPは載っておらず、F1継続参戦もついえた。結局この年は一度もレースに参戦することがなく、いわゆる「浪人」生活に終始した。

## 国内レース復帰
2010年11月25日、この月の29日、30日に富士スピードウェイで行われるフォーミュラ・ニッポンの合同テストにトムスから参加することが発表された。

### 2011年

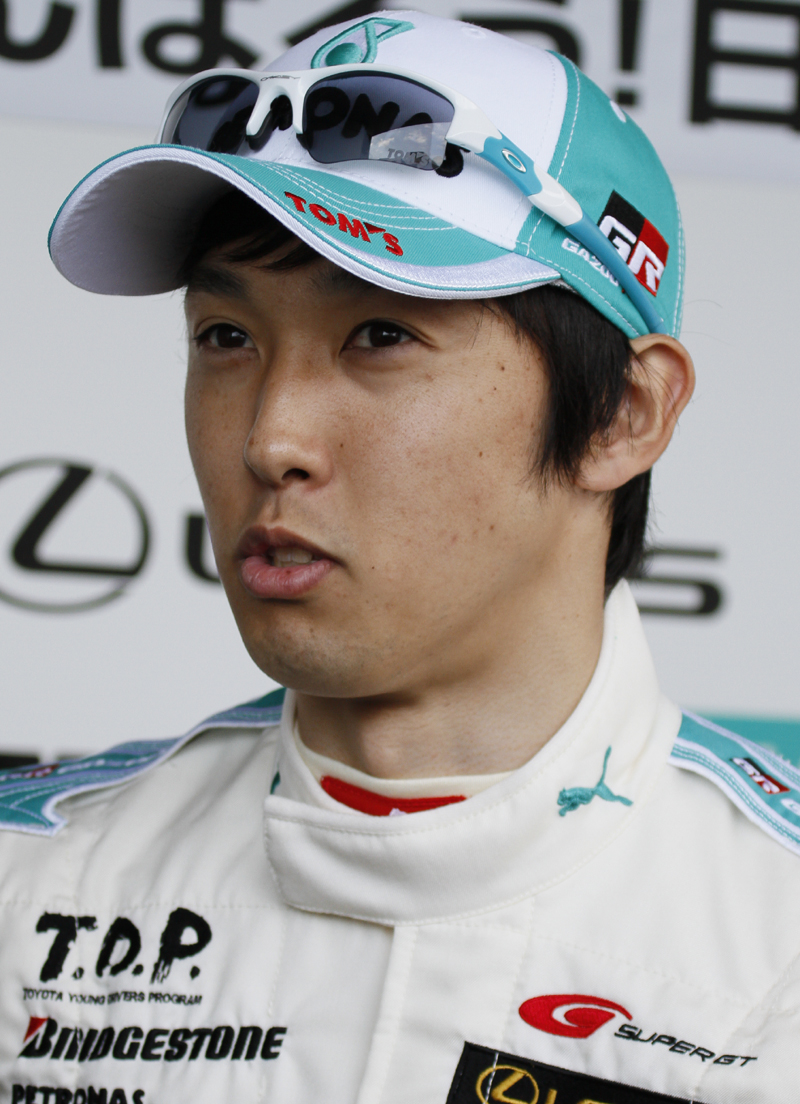
2011年スーパーGT富士400kmレースにて

2011年は全日本F3時代に所属していたトムスに復帰し、フォーミュラ・ニッポン及びSUPER GT・GT500クラスに参戦する（チームメイトは共にアンドレ・ロッテラー）。この年は弟の大祐も、父・悟が率いるNAKAJIMA Racingからフォーミュラ・ニッポンに参戦するため、初の兄弟・父子対決が実現した。
5月15日のフォーミュラ・ニッポン開幕戦は予選14位から追い上げ、表彰台となる3位を獲得した。第2戦オートポリスでは、予選13位からスタートすると、チーム戦略がピタリとはまり、自身もそれを完璧に遂行し、大逆転でトップフォーミュラ初優勝を飾ったほか、全レースで3位以内に入り、チームメイトのアンドレ・ロッテラーに次ぐシリーズ2位でルーキー・オブ・ザ・イヤーを獲得した。

## トヨタのトップドライバーとして

### 2012年

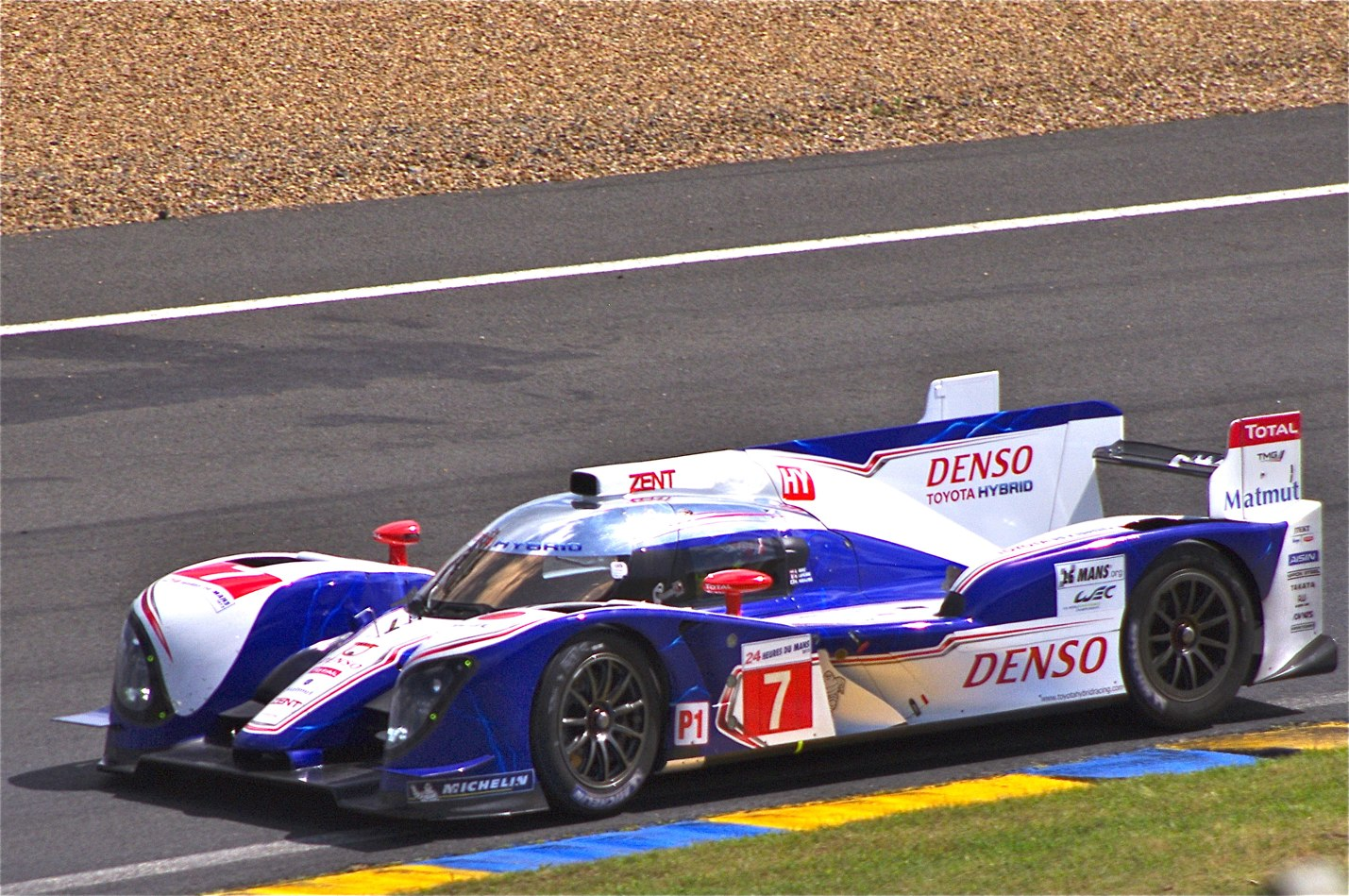
2012年ル・マン

2012年は引き続きトムスからSUPER GT及びフォーミュラ・ニッポンに参戦する一方で、同年よりトヨタがル・マン24時間レース及びFIA 世界耐久選手権（WEC）へ参戦するのに伴いレギュラードライバーに起用され、ハイブリッドカーのトヨタ・TS030 HYBRIDを駆ることになった。
初参戦となったル・マン24時間レースでは、ドライバー交代直後に日産・デルタウイングと接触して同車をクラッシュさせてしまい自車もその周回でピットイン。マシントラブルの修理を経てコースに復帰したものの、結局エンジントラブルによりリタイヤとなった。
所属するトヨタの凱旋レースとなるWEC第7戦富士6時間レースでは、予選のアタッカーを担当しポールポジションを獲得。決勝でもファステストラップを記録、耐久レースにもかかわらずアウディ・R18 e-tron クワトロとの激しい僅差のバトルを制し、日本人としては20年ぶりの世界耐久選手権の優勝となった。中でも中嶋はチームメイトよりも安定かつ速いラップを刻み、レース終盤連続で3.5スティント走るという極めてハードな任務を託されたにもかかわらず大きなミスも無く逃げ切りに成功、母国凱旋レース優勝に大きく貢献した。
フォーミュラ・ニッポン開幕戦では予選3位から優勝を飾った。SUPER GTではチームメイトとなったロイック・デュバルが1戦欠場したため最終戦までウエイトを積む苦しい展開となったが、フォーミュラ・ニッポンでは常にランキング首位を守る活躍をみせた。迎えた最終戦鈴鹿では2レース制の第1レースで下位に沈むも、第2レースでは得意の1周目ピットインを成功させ予選9番手から優勝。2012年チャンピオンを獲得し、自身初の全日本戦タイトル、名前が変わる前のフォーミュラ・ニッポンとして最後のチャンピオンに輝いた。これがレースキャリアで一番の喜びだという。「少し運が良かった部分もあるが、日本へ戻ってからの大きな目標であり、獲れて嬉しかった」と語った。

### 2013年
2013年はスーパーフォーミュラ、SUPER GT、WECに参戦するという体制は基本的に前年と変わらないが、WECと国内レースの日程のバッティングの際に国内レースを優先する体制のため、WECはフルエントリーではなく、7号車の第3ドライバーとして数戦に参戦する形になった。WEC富士では16周赤旗終了という形式なものではあったが2連勝を達成した。

### 2014年

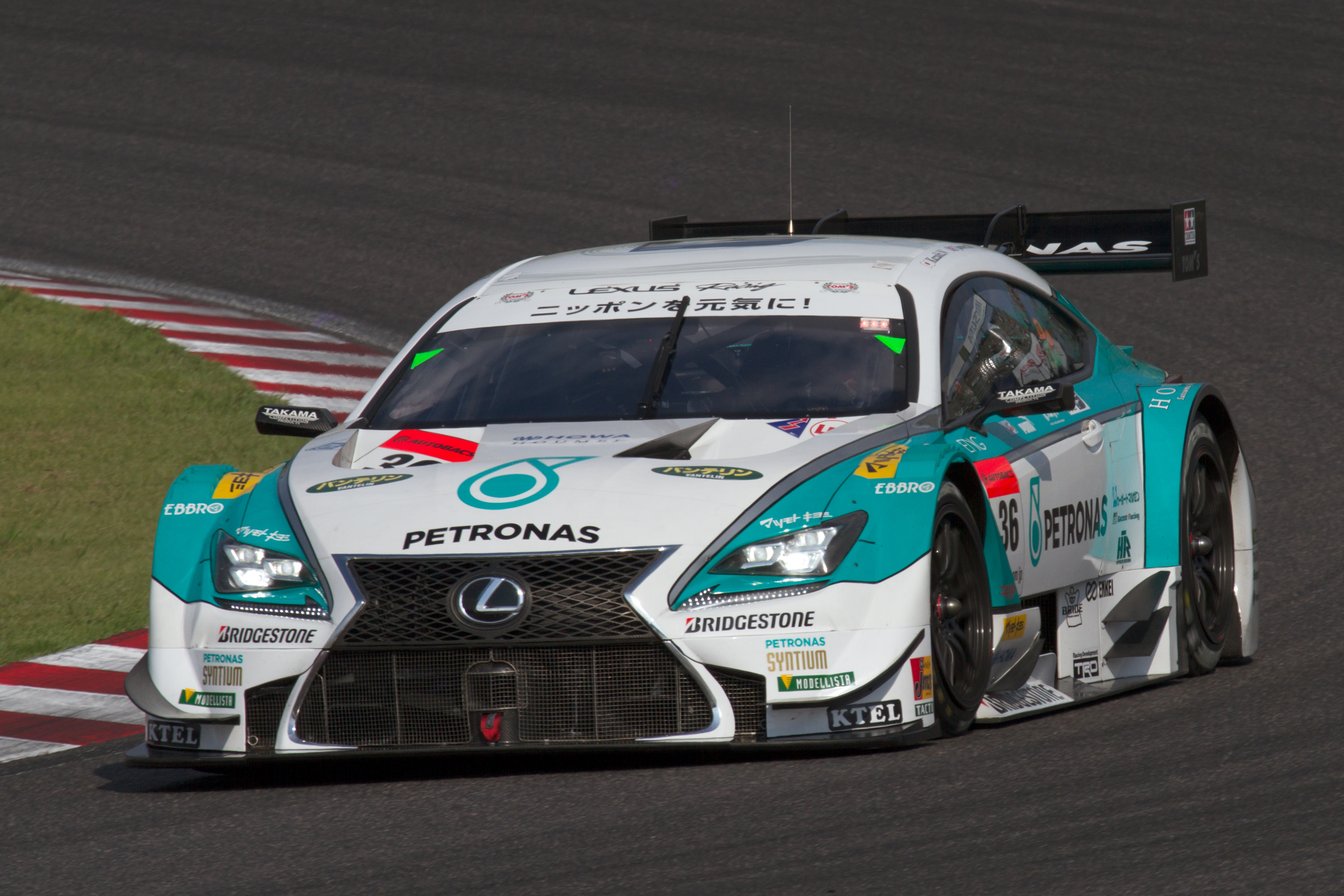
2014年鈴鹿1000km

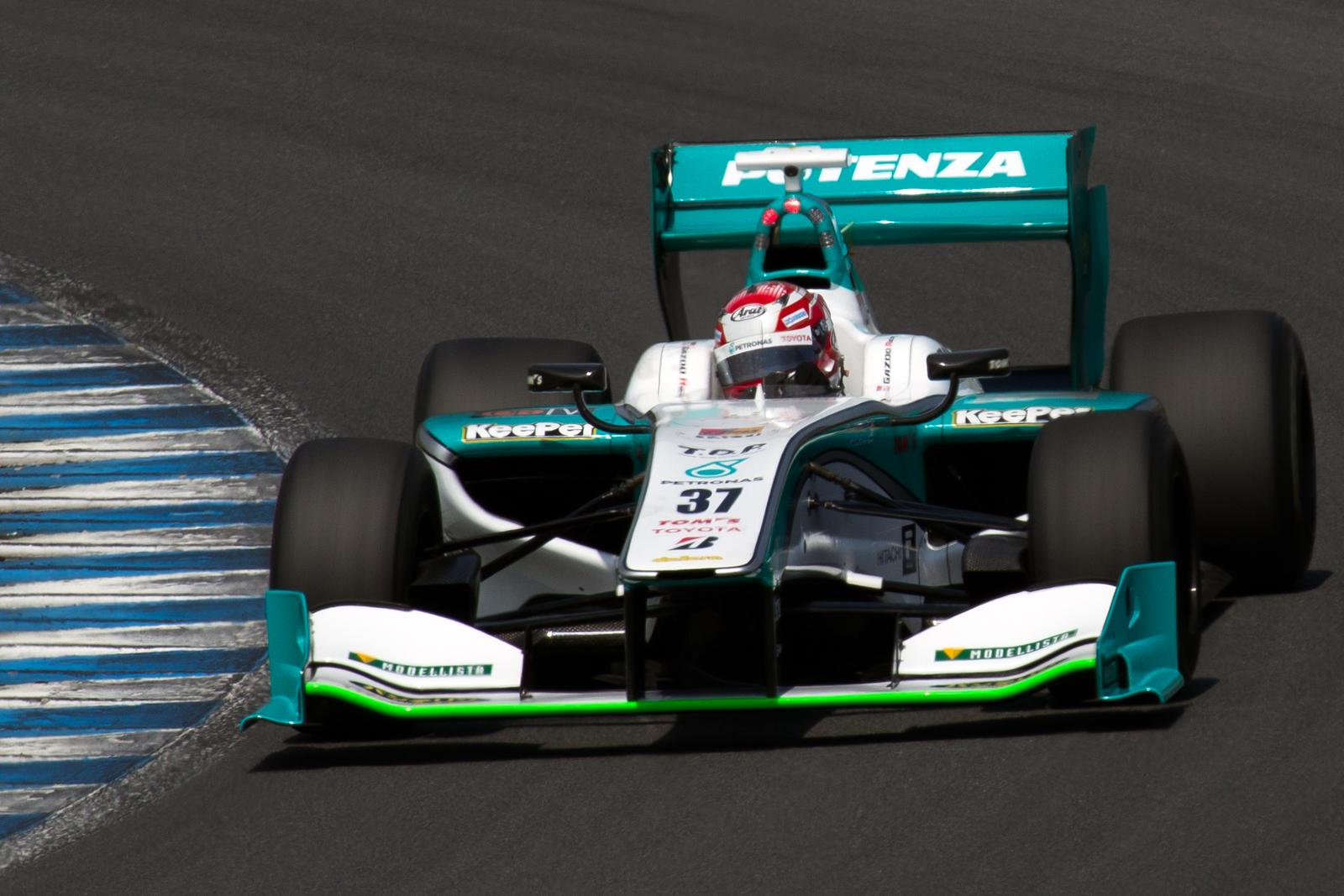
2014年SFもてぎ

2014年の参戦体制は前年とほぼ同じ。ル・マン24時間レース予選では日本人として初めてポール・ポジションを獲得、決勝レースでもトップを快走していたが、不測のマシントラブルで夜明け前にリタイアを余儀なくされた。SF、GTと合わせて3カテゴリを掛け持ちする過密スケジュールであったためアメリカ戦を欠場したほか、ブラジル戦ではビザの手続き上のトラブルにより参戦できないトラブルもあった（出走できていればこのシーズン唯一の優勝だった）。一方で出場5戦中4度表彰台を獲得し、トヨタのマニュファクチャラーズタイトル獲得に貢献した。
スーパーフォーミュラでは、開幕戦鈴鹿でこそセーフティーカー時のピットインのタイミングを逃す不運で6位に終わったものの翌第2戦富士ではレース1で2位、第3戦で待望のシーズン初勝利に輝く。その後も全戦でポイントを獲得する安定感を見せ、第7戦鈴鹿ではレース1で2位、レース2で勝利し、フォーミュラ・ニッポン時代を含めれば自身2度目の年間チャンピオンに輝いた。
スーパーGTはペトロナス・トムスからジェームス・ロシターと組んで参戦。鈴鹿1000kmを制した他、次戦の初開催となるタイ戦では下位からタイヤ無交換作戦を遂行する大逆転優勝で2連勝した。

### 2015年
2015年はGTは止め、WECとスーパーフォーミュラに参戦。WECではアウディ・ポルシェの大幅な躍進により、表彰台は1度に止まった。なお雨のベルギー戦のフリー走行では大クラッシュを喫して背中を負傷。この事故によりLMP1/LMP2にレインライトが導入された。
スーパーフォーミュラでは、WECでの負傷により岡山を欠場したにもかかわらず、4度の2位と第5戦オートポリス優勝により注目ルーキーであった小林可夢偉を上回り、最終戦までタイトルを争ったが、石浦宏明に敗れシリーズランキング2位で終えた。

### 2016年

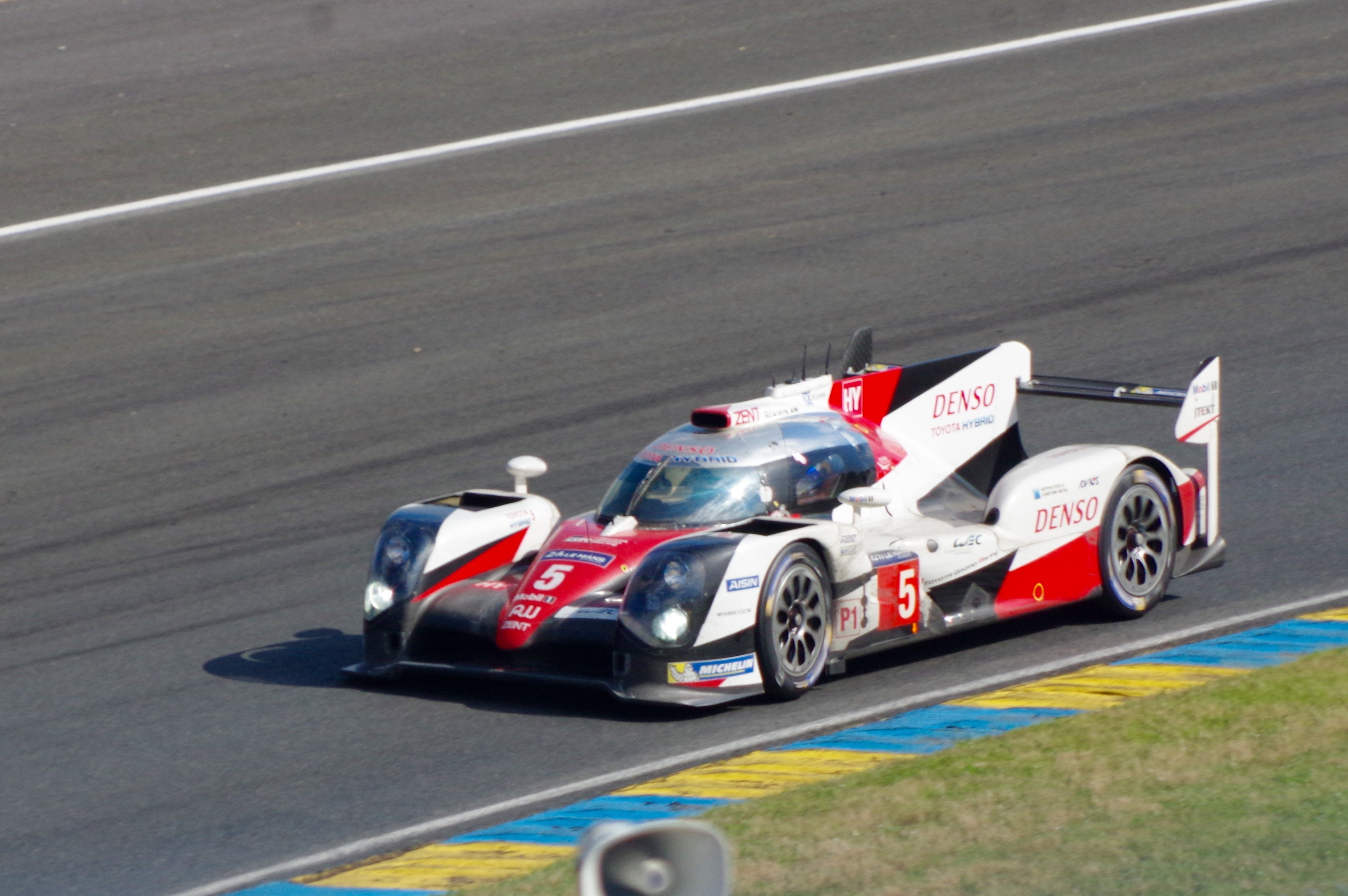
2016年ル・マン

前年度と同じくWECとスーパーフォーミュラに参戦。第3戦となるル・マン24時間レースではトヨタ・TS050 HYBRIDがレースの殆どを支配する活躍を見せた。中嶋の駆る5号車TS050はレース終盤、首位を快走していたが、残り6分の所でトラブルによりパワーを失い、最終ラップに入るホームストレートでストップし、そこでポルシェに抜かれるという悲劇的なリタイアに終わった。この時の中嶋の無線「I Have No Power!!」はその悲劇の象徴として繰り返しメディアに取り上げられた。
スーパーフォーミュラでは全体的にトラブルやペナルティにより苦戦。9月の岡山戦のレース1では2014年最終戦以来のポールポジションを獲得するも、グリットの位置を間違えるという痛恨のミスによりペナルティで最下位となってしまう。結果、シーズン未勝利に終わった。

### 2017年
WEC、スーパーフォーミュラ共に前年度と同じ体制で戦う。また、スーパーGTのGT500クラスにトムスより復帰することを発表し、再び3カテゴリ同時参戦が決まった。WECと被る第二戦富士のみ伊藤大輔がステアリングを握った。4〜5月にはWEC開幕戦シルバーストン、スーパーフォーミュラ開幕戦鈴鹿、WEC第2戦スパ、スーパーGTオートポリスと3カテゴリを股にかけて4連勝するという活躍を見せた。その後スーパーフォーミュラとGTでは失速したが、WECではラスト3戦で3連勝。チャンピオンにはなれなかったが、FIA世界選手権での年間5勝は、新井敏弘のPWRCでの4勝を上回る日本人記録となった。

### 2018年
前年に引き続き3カテゴリを兼任する。スーパーGTのチームメイトはロシターから関口雄飛へ、スーパーフォーミュラはロッテラーからロシターへ、WECはデビッドソンがフェルナンド・アロンソへと交代した。
WEC開幕戦スパではポール・トゥ・ウィンを飾り、続く第二戦ル・マン24時間でも自身2度目のPPを獲得。決勝では序盤にトヨタ7号車の小林にパスされ、さらにブエミのペナルティで7号車に2分ほど離された。しかしその後追い上げて中終盤には逆に可夢偉をオーバーテイクし、2年前の屈辱を晴らす悲願の総合優勝を果たした。日本人のル・マン制覇は1995年の関谷正徳と2004年の荒聖治に続く3人目、そして史上初の「日本車で優勝した日本人ドライバー」「日本車でポール・トゥ・ウィンした日本人ドライバー」にもなった。
直後の凱旋ラウンドとなったスーパーGTタイでは2位につけてトップのSARDを猛追するが、関口がドライブ中に2016年ル・マンを彷彿とさせるファイナルラップでのマシントラブルによるリタイアを喫した。しかし次戦26年ぶりに復活した富士500マイルでは優勝を果たした。

### 2019年
引き続き3カテゴリに参戦。スーパーフォーミュラでは表彰台わずか一回と振るわなかったが、GTでは鈴鹿で優勝を挙げている。
ル・マンでは僚機の7号車の残り一時間でのトラブルにより、大逆転で連覇を果たし、WECのシリーズチャンピオンも連覇した。

### 2020年
COVID-19の影響により海外がメインとなり、国内レースはスーパーフォーミュラに5戦出場するのがやっとであった（表彰台1回）。
ル・マンはまたしても争っていた7号車のトラブルにより、3連覇を果たした。一方でWECのシリーズチャンピオンは年間通して速さを示していた7号車に譲っている。

### 2021年
国内レースはスーパーフォーミュラの2戦に留まった。WECも7号車に終始上回られ、ル・マン4連覇とはならなかった。そしてWECの最終戦バーレーン直前にLMP1のレギュラードライバーを降りることが発表され、その週末のレースで優勝して有終の美を飾った。
これにより国内レースへの本格復帰が噂されたが、2021年12月6日のTOYOTA GAZOO Racingの2022年体制発表で、国内レースも含めたレーシングドライバーとしての活動からの引退が改めて発表された。翌12月7・8日に行われたスーパーフォーミュラのテストでROOKIE Racingのダラーラ・SF19をドライブしたのが事実上の引退走行となり、8日の走行後には関係者による引退セレモニーも行われた。

## 「引退」後
引退後はトヨタ・ガズー・レーシング・ヨーロッパ（TGR-E）の副会長（Vice Chairman）に就任した。ドイツに常駐し同社の経営に関わる方針である。
しかし実際には「引退」後も様々なカテゴリでステアリングを握っている。2022年7月に行われたル・マン・クラシックでは、トヨタとしての事実上のル・マン初挑戦となったトムス・85Cを関谷正徳とシェアしてドライブし、総合17位・C1bクラス1位で完走した。同年11月のニュル耐久シリーズではリング・レーシングのGRスープラをドライブした（総合39位/VT2クラス3位で完走）。
2023年2月には、WECのトヨタチームを離脱したニック・デ・フリースの代役としてリザーブドライバーに就任し、事実上現役ドライバーに復帰。同年よりWECに参戦するワークス・チームが急増したため、適当なドライバーの空きがないことが背景にあり、小林可夢偉の勧めで復帰に至ったという。テストではレギュラードライバー同様にGR010をドライブしているほか、シミュレーター作業も担当しているが、本人は「そういう（積極的にレースを戦う）つもりはないけど、何かあったときのために準備をしなければ、という感じ」と語っている。同年5月のスーパー耐久・富士24時間レースでは星野一樹の求めに応じ、トヨタ系ドライバーながらもチームインパルのニッサンZ GT4をドライブした。
2024年シーズンは新たに宮田莉朋をリザーブドライバーに起用するため「よっぽどのことがなければ、ハイパーカーに乗ることはない」としているが、その他のカテゴリへの参戦については含みを持たせている。

## エピソード
- 体力があり、正確に同じラップタイムを重ねる集中力が持ち味。
- 平手晃平・小林可夢偉とともに、中嶋はTDP三銃士と呼ばれていた。小林と中嶋は共にネットラジオの『タイムマシン部』に出演していた。その後も小林とはTDPから欧州フォーミュラ、F1、国内レース、WECと長きに渡って時には敵、時には味方として戦う仲である。
- F1デビュー戦は、父、悟と同じブラジルGPであったが、サーキットは父がジャカレパグア、一貴はインテルラゴスと別である。
- ヘルメットのカラーリングデザインは父のものを踏襲している。デビュー時は父と同じく、赤をベースに白文字で「NAKAJIMA」と書かれていたが、現在は白をベースにした赤文字で書かれている。
- イギリス「Times（タイムズ）」紙が行った、2008年ベストドライバー投票において、6500票を超える投票数の中で、得票数1で最下位となった。ウィリアムズというイギリスチームからの参戦にも拘わらず、同年わずかに4戦しか出走していない佐藤琢磨とアンソニー・デビッドソンの2票を下回る結果となった。一方で2012年、2014年には英オートスポーツ誌の選ぶ世界のトップドライバー50人に選ばれるなど後に再評価されている（2014年は日本人唯一）[20][21]。また2019年には、ル・マン覇者/WECチャンピオンとしての立場でFIA殿堂入りを果たした（日本人としては2020年現在唯一）[22]。
- 2005年に放送されたフジテレビのドラマ『エンジン』では、F3レース中における木村拓哉の代役を務めた。
- 2005年、ドラマ『エンジン』のPR活動で、全日本F3選手権第3戦・第4戦の鈴鹿では菅原比呂人役（演者・青木伸輔）のカラーリングのヘルメットで参戦し[23]、第7戦・第8戦の富士では神崎次郎役（演者・木村拓哉）のカラーリングのヘルメットで参戦した。
- 2010年にフジテレビ系列の特番『スーパーアスリートが夢の対決！！ジャンクCUP2010』内の「バランストレイン」というゲームに出場し、他スポーツのトップアスリート8人と、各駅で発進・加減速・停車する列車の中を小さい足場からいかに落ちないかを競い、最後は中嶋含め4人が終着駅まで到達したが、終点で停車した瞬間にライバル3人が一斉に足場から落ちる劇的な幕切れで優勝した。
- 2011年の国内レース復帰以降、父・悟が運営するナカジマレーシングのサイトでは所属ドライバーとして扱われている[24]。
- 2018年発売の15代目トヨタ・クラウンの宣伝動画に登場している[25]。
- 同郷F1ドライバーの山本左近とは仲が良く、二人で沖縄旅行に行く仲である。
- メディアでの柔和な印象とは裏腹に相当な負けず嫌い・毒舌であることで知られる。
- WECトヨタのチームメイトであったアンソニー・デビッドソンは、中嶋を「調和を大切にする典型的な日本人」「地球上で一番いいヤツ」と評している[26]。
- 2016年ル・マンでは「残り3分の悲劇」の主人公であったが、2019年ル・マンでは逆に小林可夢偉も駆る僚機の7号車がトップ快走中の残り1時間でトラブルが発生し、大逆転勝利を収める立場となった。この直後のパルクフェルメでのインタビューでは、珍しくカメラの前で涙を見せた。
- 2024年、過去のル・マンでの活躍を称え、フランス西部自動車クラブ（ACO）より同年のル・マン24時間レースの「グランド・マーシャル」に選ばれた[27]。

## レース戦績

### F1デビュー以前
- 1997年 - 鈴鹿選手権シリーズ・RSOクラス
- 1998年 - 鈴鹿選手権シリーズ・ICAクラス
- 1999年 - 鈴鹿選手権シリーズ・ICAクラス（シリーズチャンピオン）
- 2000年 - 鈴鹿選手権シリーズ・FAクラス
- 2001年 - 全日本カート選手権・FAクラス
- 2002年
  - 全日本カート選手権・FAクラス
  - フォーミュラ・トヨタ・レーシング・スクール（FTRS）受講・スカラシップ獲得
- 2003年 - フォーミュラトヨタシリーズ（TOM'S #8 ウルトラフロースカラシップFT/FT30）（シリーズチャンピオン・3勝）
- 2004年
  - 全日本F3選手権（TOM'S #8 FTRS トムス F304 /ダラーラF304 3S-GE）（シリーズ5位・優勝2回）
  - バーレーンスーパープリ（トムス）（決勝7位）
- 2005年
  - 全日本F3選手権（TOM'S #37 TDP トムス F305/ダラーラF305 3s-GE）（シリーズ2位・優勝2回）
  - F3マカオGP（トムス）（決勝6位）
  - SUPER GT・GT300クラス（APEXERA with apr→吉兆宝山 with apr #31 APEXERA→吉兆宝山MR-S/ZZW30 3S-GTE）（シリーズ8位・優勝1回）
- 2006年
  - F3ユーロシリーズ（Manor Motorsport）（シリーズ7位・優勝1回）
  - F3Ultimate Masters（Manor Motorsport）(26位）
  - F3マカオGP（Manor Motorsport）（決勝DNF）
- 2007年
  - GP2シリーズ（DAMS）（シリーズ5位・PP1回、最上位2位）

### 略歴
| 2003    | フォーミュラ・トヨタ            | TOM'S Spirits              | 10               | 3                | 3                | 134              | 1位              |                  |                  |
| 2004    | 全日本フォーミュラ3選手権       | TOM'S                      | 20               | 2                | 2                | 138              | 5位              |                  |                  |
| 2004    | マカオグランプリ                | TOM'S                      | 1                | 0                | 0                | N/A              | 13位             |                  |                  |
| 2004    | バーレーン・スーパープリ        | TOM'S                      | 1                | 0                | 0                | N/A              | 7位              |                  |                  |
| 2005    | 全日本フォーミュラ3選手権       | TOM'S                      | 20               | 3                | 2                | 209              | 2位              |                  |                  |
| 2005    | マカオグランプリ                | TOM'S                      | 1                | 0                | 0                | 0                | 5位              |                  |                  |
| 2005    | Super GT - GT300                | 吉兆宝山 with APR          | 7                | 0                | 1                | 52               | 8位              |                  |                  |
| 2006    | フォーミュラ3・ユーロシリーズ   | マノー・モータースポーツ   | 20               | 0                | 1                | 36               | 7位              |                  |                  |
| 2006    | マカオグランプリ                | マノー・モータースポーツ   | 1                | 0                | 0                | N/A              | NC               |                  |                  |
| 2006    | マスターズ・オブ・フォーミュラ3 | マノー・モータースポーツ   | 1                | 0                | 0                | N/A              | 26位             |                  |                  |
| 2007    | フォーミュラ1                   | AT&T・ウィリアムズ         | 1                | 0                | 0                | 0                | 22位             |                  |                  |
| 2007    | GP2シリーズ                     | DAMS                       | 21               | 1                | 0                | 44               | 5位              |                  |                  |
| 2008    | フォーミュラ1                   | AT&T・ウィリアムズ         | 18               | 0                | 0                | 9                | 15位             |                  |                  |
| 2009    | フォーミュラ1                   | AT&T・ウィリアムズ         | 17               | 0                | 0                | 0                | 20位             |                  |                  |
| 2010    | フォーミュラ・ニッポン          | PETRONAS TEAM TOM'S        | テストドライバー | テストドライバー | テストドライバー | テストドライバー | テストドライバー | テストドライバー | テストドライバー |
| 2011    | フォーミュラ・ニッポン          | PETRONAS TEAM TOM'S        | 8                | 0                | 1                | 42               | 2位              |                  |                  |
| 2011    | SUPER GT                        | PETRONAS TEAM TOM'S        | 6                | 0                | 0                | 28               | 10位             |                  |                  |
| 2012    | フォーミュラ・ニッポン          | PETRONAS TEAM TOM'S        | 8                | 1                | 2                | 46               | 1位              |                  |                  |
| 2012    | SUPER GT                        | PETRONAS TEAM TOM'S        | 8                | 0                | 0                | 40               | 7位              |                  |                  |
| 2012    | FIA 世界耐久選手権              | トヨタ・レーシング         | 3                | 1                | 1                | 44               | 13位             |                  |                  |
| 2012    | ル・マン24時間レース            | トヨタ・レーシング         | 1                | 0                | 0                | N/A              | DNF              |                  |                  |
| 2013    | スーパーフォーミュラ            | PETRONAS TEAM TOM'S        | 7                | 1                | 2                | 24               | 4位              |                  |                  |
| 2013    | SUPER GT                        | PETRONAS TEAM TOM'S        | 8                | 1                | 2                | 60               | 3位              |                  |                  |
| 2013    | FIA 世界耐久選手権              | トヨタ・レーシング         | 8                | 1                | 1                | 37.5             | 12位             |                  |                  |
| 2013    | ル・マン24時間レース            | トヨタ・レーシング         | 1                | 0                | 0                | N/A              | 4位              |                  |                  |
| 2014    | スーパーフォーミュラ            | PETRONAS TEAM TOM'S        | 9                | 1                | 2                | 46               | 1位              |                  |                  |
| 2014    | SUPER GT                        | PETRONAS TEAM TOM'S        | 6                | 2                | 2                | 60               | 5位              |                  |                  |
| 2014    | FIA 世界耐久選手権              | トヨタ・レーシング         | 5                | 2                | 0                | 71               | 8位              |                  |                  |
| 2014    | ル・マン24時間レース            | トヨタ・レーシング         | 1                | 0                | 0                | N/A              | DNF              |                  |                  |
| 2015    | スーパーフォーミュラ            | PETRONAS TEAM TOM'S        | 7                | 0                | 1                | 45.5             | 2位              |                  |                  |
| 2015    | FIA 世界耐久選手権              | トヨタ・レーシング         | 7                | 0                | 0                | 75               | 7位              |                  |                  |
| 2015    | ル・マン24時間レース            | トヨタ・レーシング         | 1                | 0                | 0                | N/A              | 8位              |                  |                  |
| 2016    | FIA 世界耐久選手権              | トヨタ・ガズー・レーシング | 9                | 0                | 0                | 60               | 8位              |                  |                  |
| 2016    | ル・マン24時間レース            | トヨタ・ガズー・レーシング | 1                | 0                | 0                | N/A              | NC               |                  |                  |
| 2016    | スーパーフォーミュラ            | VANTELIN TEAM TOM'S        | 9                | 1                | 0                | 22               | 6位              |                  |                  |
| 2017    | FIA 世界耐久選手権              | トヨタ・ガズー・レーシング | 9                | 0                | 5                | 183              | 2位              |                  |                  |
| 2017    | ル・マン24時間レース            | トヨタ・ガズー・レーシング | 1                | 0                | 0                | N/A              | 8位              |                  |                  |
| 2017    | SUPER GT                        | LEXUS TEAM au TOM'S        | 7                | 0                | 1                | 47               | 6位              |                  |                  |
| 2017    | スーパーフォーミュラ            | VANTELIN TEAM TOM'S        | 7                | 1                | 1                | 22               | 5位              |                  |                  |
| 2018    | SUPER GT                        | LEXUS TEAM au TOM'S        | 7                | 0                | 1                | 47               | 6位              |                  |                  |
| 2018    | スーパーフォーミュラ            | VANTELIN TEAM TOM'S        | 5                | 0                | 0                | 15               | 6位              |                  |                  |
| 2018    | ル・マン24時間レース            | トヨタ・ガズー・レーシング | 1                | 1                | 1                | N/A              | 1位              |                  |                  |
| 2018-19 | FIA 世界耐久選手権              | トヨタ・ガズー・レーシング | 8                | 4                | 5                | 198              | 1位              |                  |                  |
| 2019    | SUPER GT                        | LEXUS TEAM au TOM'S        | 7                | 2                | 1                | 38               | 7位              |                  |                  |
| 2019    | スーパーフォーミュラ            | VANTELIN TEAM TOM'S        | 7                | 0                | 0                | 12               | 11位             |                  |                  |
| 2019    | ル・マン24時間レース            | トヨタ・ガズー・レーシング | 1                | 0                | 1                | N/A              | 1位              |                  |                  |
| 2019-20 | FIA 世界耐久選手権              | トヨタ・ガズー・レーシング | 8                | 1                | 2                | 202              | 2位              |                  |                  |
| 2020    | スーパーフォーミュラ            | VANTELIN TEAM TOM'S        | 5                | 0                | 0                | 25               | 11位             |                  |                  |
| 2020    | ル・マン24時間レース            | トヨタ・ガズー・レーシング | 1                | 0                | 1                | N/A              | 1位              |                  |                  |
| 2021    | スーパーフォーミュラ            | Kuo VANTELIN TEAM TOM'S    | 2                | 0                | 0                | 0                | 16位             |                  |                  |
| 2021    | ル・マン24時間レース            | トヨタ・ガズー・レーシング | 1                | 0                | 0                | N/A              | 2位              |                  |                  |
| 2021    | FIA 世界耐久選手権              | トヨタ・ガズー・レーシング | 6                | 1                | 3                | 168              | 2位              |                  |                  |

- * : 今シーズンの順位。（現時点）

### 全日本フォーミュラ3選手権
| 年     | チーム | エンジン | クラス | 1        | 2        | 3      | 4      | 5      | 6      | 7      | 8        | 9      | 10       | 11     | 12       | 13     | 14      | 15     | 16     | 17       | 18     | 19     | 20       | 順位 | ポイント |
| ------ | ------ | -------- | ------ | -------- | -------- | ------ | ------ | ------ | ------ | ------ | -------- | ------ | -------- | ------ | -------- | ------ | ------- | ------ | ------ | -------- | ------ | ------ | -------- | ---- | -------- |
| 2004年 | TOM'S  | トヨタ   |        | SUZ1 1   | SUZ2 1   | TSU1 7 | TSU2 9 | OKA1 3 | OKA2 6 | TRM1 6 | TRM2 Ret | SUZ1 6 | SUZ2 Ret | SUG1 4 | SUG2 Ret | MIN1 9 | MIN2 11 | SEN1 5 | SEN2 5 | MIN1 4   | MIN2 3 | TRM1 9 | TRM2 4   | 5位  | 138      |
| 2005年 | TOM'S  | トヨタ   |        | TRM1 Ret | TRM2 Ret | SUZ1 3 | SUZ2 3 | SUG1 4 | SUG2 3 | FSW1 2 | FSW2 2   | OKA1 4 | OKA2 8   | SUZ1 2 | SUZ2 5   | MIN1 1 | MIN2 1  | FSW1 2 | FSW2 2 | MIN1 Ret | MIN2 2 | TRM1 3 | TRM2 Ret | 2位  | 209      |

- 太字はポールポジション、斜字はファステストラップ。(key)

### フォーミュラ3・ユーロシリーズ
| 年     | チーム                   | シャシー          | エンジン   | 1       | 2       | 3       | 4       | 5       | 6       | 7        | 8        | 9         | 10      | 11      | 12       | 13       | 14      | 15      | 16      | 17       | 18      | 19        | 20        | DC  | ポイント |
| ------ | ------------------------ | ----------------- | ---------- | ------- | ------- | ------- | ------- | ------- | ------- | -------- | -------- | --------- | ------- | ------- | -------- | -------- | ------- | ------- | ------- | -------- | ------- | --------- | --------- | --- | -------- |
| 2006年 | マノー・モータースポーツ | ダラーラ F305/062 | メルセデス | HOC 1 2 | HOC 2 6 | LAU 1 8 | LAU 2 1 | OSC 1 6 | OSC 2 5 | BRH 1 14 | BRH 2 13 | NOR 1 Ret | NOR 2 5 | NÜR 1 9 | NÜR 2 18 | ZAN 1 22 | ZAN 2 3 | CAT 1 4 | CAT 2 3 | BUG 1 11 | BUG 2 7 | HOC 1 Ret | HOC 2 DNS | 7位 | 36       |

- 太字はポールポジション、斜字はファステストラップ。(key)

### GP2シリーズ
| 年     | エントラント | 1          | 2         | 3          | 4         | 5          | 6          | 7         | 8         | 9         | 10        | 11        | 12        | 13          | 14        | 15          | 16          | 17         | 18          | 19        | 20        | 21        | DC  | ポイント |
| ------ | ------------ | ---------- | --------- | ---------- | --------- | ---------- | ---------- | --------- | --------- | --------- | --------- | --------- | --------- | ----------- | --------- | ----------- | ----------- | ---------- | ----------- | --------- | --------- | --------- | --- | -------- |
| 2007年 | DAMS         | BHR FEA 17 | BHR SPR 6 | CAT FEA 15 | CAT SPR 7 | MON FEA 10 | MAG FEA 17 | MAG SPR 6 | SIL FEA 3 | SIL SPR 3 | NÜR FEA 3 | NÜR SPR 3 | HUN FEA 2 | HUN SPR Ret | IST FEA 6 | IST SPR Ret | MNZ FEA DSQ | MNZ SPR 18 | SPA FEA Ret | SPA SPR 9 | VAL FEA 3 | VAL SPR 7 | 5位 | 44       |

- 太字はポールポジション、斜字はファステストラップ。(key)

### F1
| 年     | エントラント | シャシー | エンジン             | 1       | 2      | 3       | 4       | 5       | 6       | 7       | 8      | 9      | 10     | 11      | 12     | 13     | 14     | 15     | 16      | 17     | 18     | WDC  | ポイント |
| ------ | ------------ | -------- | -------------------- | ------- | ------ | ------- | ------- | ------- | ------- | ------- | ------ | ------ | ------ | ------- | ------ | ------ | ------ | ------ | ------- | ------ | ------ | ---- | -------- |
| 2007年 | ウィリアムズ | FW29     | トヨタ RVX-07 2.4 V8 | AUS TD  | MAL TD | BHR     | ESP     | MON     | CAN TD  | USA TD  | FRA    | GBR    | EUR    | HUN     | TUR    | ITA    | BEL    | JPN    | CHN TD  | BRA 10 |        | 22位 | 0        |
| 2008年 | ウィリアムズ | FW30     | トヨタ RVX-08 2.4 V8 | AUS 6   | MAL 17 | BHR 14  | ESP 7   | TUR Ret | MON 7   | CAN Ret | FRA 15 | GBR 8  | GER 14 | HUN 13  | EUR 15 | BEL 14 | ITA 12 | SIN 8  | JPN 15  | CHN 12 | BRA 17 | 15位 | 9        |
| 2009年 | ウィリアムズ | FW31     | トヨタ RVX-09 2.4 V8 | AUS Ret | MAL 12 | CHN Ret | BHR Ret | ESP 13  | MON 15† | TUR 12  | GBR 11 | GER 12 | HUN 9  | EUR 18† | BEL 13 | ITA 10 | SIN 9  | JPN 15 | BRA Ret | ABU 13 |        | 20位 | 0        |

(key)
- † : リタイアだが、90%以上の距離を走行したため規定により完走扱い。

### フォーミュラ・ニッポン/スーパーフォーミュラ
| 年     | チーム                  | シャシー          | エンジン | 1       | 2      | 2       | 3      | 4      | 5       | 5      | 6       | 7        | 7       | 順位 | ポイント |
| ------ | ----------------------- | ----------------- | -------- | ------- | ------ | ------- | ------ | ------ | ------- | ------ | ------- | -------- | ------- | ---- | -------- |
| 2011年 | PETRONAS TEAM TOM'S     | スウィフト・017.n | トヨタ   | SUZ 3   | AUT 1  | AUT 1   | FSW 3  | TRM 3  | SUZ C   | SUZ C  | SUG 3   | TRM1 2   | TRM2 2  | 2位  | 42       |
| 2012年 | PETRONAS TEAM TOM'S     | スウィフト・017.n | トヨタ   | SUZ 1   | TRM 3  | TRM 3   | AUT 5  | FSW 2  | TRM 4   | TRM 4  | SUG 5   | SUZ1 12  | SUZ2 1  | 1位  | 46       |
| 2013年 | PETRONAS TEAM TOM'S     | スウィフト・017.n | トヨタ   | SUZ 5   | AUT 12 | AUT 12  | FSW 8  | TRM 1  | INJ C   | INJ C  | SUG Ret | SUZ1 Ret | SUZ2 1  | 4位  | 24       |
| 2014年 | PETRONAS TEAM TOM'S     | ダラーラ・SF14    | トヨタ   | SUZ 6   | FSW1 2 | FSW2 3  | FSW 1  | TRM 7  | AUT 6   | AUT 6  | SUG 2   | SUZ1 2   | SUZ2 1  | 1位  | 46       |
| 2015年 | PETRONAS TEAM TOM'S     | ダラーラ・SF14    | トヨタ   | SUZ 2   | OKA    | OKA     | FSW 2  | TRM 2  | AUT 1   | AUT 1  | SUG 4   | SUZ1 4   | SUZ2 2  | 2位  | 45.5     |
| 2016年 | VANTELIN TEAM TOM'S     | ダラーラ・SF14    | トヨタ   | SUZ 12  | OKA 17 | OKA 17  | FSW 2  | TRM 7  | OKA1 19 | OKA2 2 | SUG 4   | SUZ1 5   | SUZ2 16 | 6位  | 22       |
| 2017年 | VANTELIN TEAM TOM'S     | ダラーラ・SF14    | トヨタ   | SUZ 1   | OKA1 9 | OKA2 18 | FSW 7  | TRM 11 | AUT 6   | AUT 6  | SUG 3   | SUZ1 C   | SUZ2 C  | 5位  | 22       |
| 2018年 | VANTELIN TEAM TOM'S     | ダラーラ・SF14    | トヨタ   | SUZ 8   | AUT C  | AUT C   | SUG 3  | FSW 5  | TRM     | TRM    | OKA 17  | SUZ 5    | SUZ 5   | 6位  | 15       |
| 2019年 | VANTELIN TEAM TOM'S     | ダラーラ・SF19    | トヨタ   | SUZ Ret | AUT 13 | AUT 13  | SUG 12 | FSW 5  | TRM 16  | TRM 16 | OKA 2   | SUZ 14   | SUZ 14  | 11位 | 12       |
| 2020年 | VANTELIN TEAM TOM'S     | ダラーラ・SF19    | トヨタ   | TRM 4   | OKA    | OKA     | SUG 15 | AUT    | SUZ 2   | SUZ 2  | SUZ 16  | FSW 9    | FSW 9   | 11位 | 25       |
| 2021年 | Kuo VANTELIN TEAM TOM'S | ダラーラ・SF19    | トヨタ   | FSW 11  | SUZ    | SUZ     | AUT    | SUG    | TRM     | TRM    | TRM 7   | SUZ      | SUZ     | 16位 | 4        |

- 太字はポールポジション、斜字はファステストラップ。(key)
- * : 今シーズンの順位。（現時点）

### SUPER GT
| 年     | チーム                    | 車両            | クラス | 1      | 2     | 3      | 4      | 5       | 6      | 7       | 8      | DC  | ポイント |
| ------ | ------------------------- | --------------- | ------ | ------ | ----- | ------ | ------ | ------- | ------ | ------- | ------ | --- | -------- |
| 2005年 | apr                       | トヨタ・MR-S    | GT300  | OKA 4  | FSW 5 | SEP 5  | SUG 1  | TRM Ret | FSW 7  | AUT Ret | SUZ 7  | 8位 | 52       |
| 2011年 | PETRONAS TEAM TOM'S       | レクサス・SC430 | GT500  | OKA 4  | FSW 4 | SEP 6  | SUG 9  | SUZ 6   | FSW 15 | AUT 4   | TRM 8  | 8位 | 39       |
| 2012年 | PETRONAS TEAM TOM'S       | レクサス・SC430 | GT500  | OKA 5  | FSW 4 | SEP 13 | SUG 2  | SUZ Ret | FSW 4  | AUT 15  | TRM 8  | 7位 | 40       |
| 2013年 | LEXUS TEAM PETRONAS TOM'S | レクサス・SC430 | GT500  | OKA 12 | FSW 1 | SEP 11 | SUG 10 | SUZ 3   | FSW 12 | AUT 1   | TRM 5  | 3位 | 60       |
| 2014年 | LEXUS TEAM PETRONAS TOM'S | レクサス・RC F  | GT500  | OKA 13 | FSW   | AUT    | SUG 4  | FSW 5   | SUZ 1  | BUR 1   | TRM 10 | 5位 | 60       |
| 2017年 | LEXUS TEAM au TOM'S       | レクサス・LC500 | GT500  | OKA 5  | FSW   | AUT 1  | SUG 7  | FSW 4   | SUZ 9  | BUR 5   | TRM 14 | 6位 | 47       |
| 2018年 | LEXUS TEAM au TOM'S       | レクサス・LC500 | GT500  | OKA 13 | FSW   | SUZ 5  | CHA 10 | FSW 1   | SUG 12 | AUT 2   | TRM 13 | 6位 | 47       |
| 2019年 | LEXUS TEAM au TOM'S       | レクサス・LC500 | GT500  | OKA 9  | FSW   | SUZ 1  | CHA 9  | FSW Ret | AUT 10 | SUG 10  | TRM 3  | 7位 | 38       |

- 太字はポールポジション、斜字はファステストラップ。(key)
- * : 今シーズンの順位。（現時点）

### ル・マン24時間レース
| ル・マン24時間レース 結果 | ル・マン24時間レース 結果  | ル・マン24時間レース 結果                     | ル・マン24時間レース 結果 | ル・マン24時間レース 結果 | ル・マン24時間レース 結果 | ル・マン24時間レース 結果 | ル・マン24時間レース 結果 |
| 年                        | チーム                     | コ・ドライバー                                | 車両                      | クラス                    | 周回                      | 順位                      | クラス 順位               |
| ------------------------- | -------------------------- | --------------------------------------------- | ------------------------- | ------------------------- | ------------------------- | ------------------------- | ------------------------- |
| 2012年                    | トヨタ・レーシング         | ニコラ・ラピエール アレクサンダー・ヴルツ     | トヨタ・TS030 HYBRID      | LMP1                      | 134                       | DNF                       | DNF                       |
| 2013年                    | トヨタ・レーシング         | ニコラ・ラピエール アレクサンダー・ヴルツ     | トヨタ・TS030 HYBRID      | LMP1                      | 341                       | 4位                       | 4位                       |
| 2014年                    | トヨタ・レーシング         | ステファン・サラザン アレクサンダー・ヴルツ   | トヨタ・TS040 HYBRID      | LMP1-H                    | 219                       | DNF                       | DNF                       |
| 2015年                    | トヨタ・レーシング         | セバスチャン・ブエミ アンソニー・デビッドソン | トヨタ・TS040 HYBRID      | LMP1                      | 386                       | 8位                       | 8位                       |
| 2016年                    | トヨタ・ガズー・レーシング | セバスチャン・ブエミ アンソニー・デビッドソン | トヨタ・TS050 HYBRID      | LMP1                      | 384                       | NC                        | NC                        |
| 2017年                    | トヨタ・ガズー・レーシング | セバスチャン・ブエミ アンソニー・デビッドソン | トヨタ・TS050 HYBRID      | LMP1                      | 358                       | 8位                       | 2位                       |
| 2018年                    | トヨタ・ガズー・レーシング | セバスチャン・ブエミ フェルナンド・アロンソ   | トヨタ・TS050 HYBRID      | LMP1                      | 388                       | 1位                       | 1位                       |
| 2019年                    | トヨタ・ガズー・レーシング | セバスチャン・ブエミ フェルナンド・アロンソ   | トヨタ・TS050 HYBRID      | LMP1                      | 385                       | 1位                       | 1位                       |
| 2020年                    | トヨタ・ガズー・レーシング | セバスチャン・ブエミ ブレンドン・ハートレイ   | トヨタ・TS050 HYBRID      | LMP1                      | 387                       | 1位                       | 1位                       |
| 2021年                    | トヨタ・ガズー・レーシング | セバスチャン・ブエミ ブレンドン・ハートレイ   | トヨタ・GR010 HYBRID      | LMH                       | 369                       | 2位                       | 2位                       |

### FIA 世界耐久選手権
| 年        | チーム                     | クラス | 車両                 | エンジン                       | 1      | 2       | 3       | 4     | 5       | 6     | 7     | 8       | 9     | ランク | ポイント |
| --------- | -------------------------- | ------ | -------------------- | ------------------------------ | ------ | ------- | ------- | ----- | ------- | ----- | ----- | ------- | ----- | ------ | -------- |
| 2012年    | トヨタ・レーシング         | LMP1   | トヨタ・TS030 HYBRID | トヨタ 3.4 L V8 (Hybrid)       | SEB    | SPA     | LMS Ret | SIL 2 | SÃO     | BHR   | FSW 1 | SHA     |       | 13位   | 44       |
| 2013年    | トヨタ・レーシング         | LMP1   | トヨタ・TS030 HYBRID | トヨタ 3.4 L V8 (Hybrid)       | SIL    | SPA Ret | LMS 4   | SÃO   | COA     | FSW 1 | SHA   | BHR Ret |       | 12位   | 37.5     |
| 2014年    | トヨタ・レーシング         | LMP1   | トヨタ・TS040 HYBRID | トヨタ 3.7 L V8 (Hybrid)       | SIL 2  | SPA 3   | LMS Ret | COA   | FSW 2   | SHA 2 | BHR   | SÃO     |       | 8位    | 71       |
| 2015年    | トヨタ・レーシング         | LMP1   | トヨタ・TS040 HYBRID | トヨタ 3.7 L V8 (Hybrid)       | SIL 3  | SPA WD  | LMS 8   | NÜR 5 | COA 4   | FSW 5 | SHA 6 | BHR 4   |       | 7位    | 75       |
| 2016年    | トヨタ・ガズー・レーシング | LMP1   | トヨタ・TS050 HYBRID | トヨタ 2.4 L Turbo V6 (Hybrid) | SIL 16 | SPA 27  | LMS NC  | NÜR 5 | MEX Ret | COA 5 | FSW 4 | SHA 3   | BHR 4 | 8位    | 60       |
| 2017年    | トヨタ・ガズー・レーシング | LMP1   | トヨタ・TS050 HYBRID | トヨタ 2.4 L Turbo V6 (Hybrid) | SIL 1  | SPA 1   | LMS 6   | NÜR 4 | MEX 3   | COA 3 | FSW 1 | SHA 1   | BHR 1 | 2位    | 183      |
| 2018-19年 | トヨタ・ガズー・レーシング | LMP1   | トヨタ・TS050 HYBRID | トヨタ 2.4 L Turbo V6 (Hybrid) | SPA 1  | LMS 1   | SIL DSQ | FSW 2 | SHA 2   | SEB 1 | SPA 1 | LMS 1   |       | 1位    | 198      |
| 2019-20年 | トヨタ・ガズー・レーシング | LMP1   | トヨタ・TS050 HYBRID | トヨタ 2.4 L Turbo V6 (Hybrid) | SIL 2  | FSW 1   | SHA 2   | BHR 2 | COA 2   | SPA 2 | LMS 1 | BHR 2   |       | 2位    | 202      |
| 2021年    | トヨタ・ガズー・レーシング | LMH    | トヨタ・GR010 HYBRID | トヨタ 3.5 L Turbo V6 (Hybrid) | SPA 1  | POR 1   | MNZ 4   | LMS 2 | BHR 2   | BHR 1 |       |         |       | 2位    | 168      |

- 太字はポールポジション、斜字はファステストラップ。(key)
- 2014年、ル・マン24時間レースで日本人初のポールポジションを獲得した[28][29]。中嶋が乗る7号車は本戦で途中リタイアしたが、もう1台の8号車が3位入賞を果たした。